# دنسو کاسیوس
دنسو کاسیوس (انگلیسی: Denso Kasius؛ زادهٔ ۶ اکتبر ۲۰۰۲) بازیکن فوتبال اهل پادشاهی هلند است.
از باشگاه‌هایی که در آن بازی کرده‌است می‌توان به باشگاه فوتبال اوترخت اشاره کرد.
وی همچنین در تیم ملی فوتبال زیر ۱۷ سال هلند بازی کرده‌است.